# Lake Macquarie
A cidade de Lake Macquarie é uma área de governo local na região de Hunter, em Nova Gales do Sul, na Austrália, e foi proclamada uma cidade em 7 de setembro de 1984. A área está localizada ao lado da cidade de Newcastle e faz parte da área da Grande Newcastle.